# Chamaecostus
Chamaecostus, biljni rod iz porodice Costaceae kojemu pripada osam vrsta iz tropske Južne Amerike. 
Ovom rodu pripadaju manje biljke, niže od jednog metra koje su 2006. godine na temelju djela molekularne analize dr. Chelsea Spechta, izdvojene iz roda Costus. Većina vrsta nalazi se u područjima s vrlo izraženim sušnim razdobljem i prilagodile su zadebljane gomolje korijena da izdrže za vrijeme sušnog razdoblja, kada djelomično ili potpuno spavaju.

## Vrste
1. Chamaecostus acaulis (S.Moore) T.André & C.D.Specht
2. Chamaecostus congestiflorus (Rich. ex Gagnep.) C.D.Specht & D.W.Stev.
3. Chamaecostus curcumoides (Maas) C.D.Specht & D.W.Stev.
4. Chamaecostus cuspidatus (Nees & Mart.) C.D.Specht & D.W.Stev.
5. Chamaecostus fragilis (Maas) C.D.Specht & D.W.Stev.
6. Chamaecostus fusiformis (Maas) C.D.Specht & D.W.Stev.
7. Chamaecostus lanceolatus (Petersen) C.D.Specht & D.W.Stev.
8. Chamaecostus subsessilis (Nees & Mart.) C.D.Specht & D.W.Stev.